# Krnete
Krnete su naseljeno mjesto u sastavu Grada Laktaši, Republika Srpska, BiH.

## Stanovništvo
| Krnete             |              |
| godina popisa      | 1991.        |
| Srbi               | 252 (95,09%) |
| Hrvati             | 0            |
| Muslimani          | 0            |
| Jugoslaveni        | 8 (3,02%)    |
| ostali i nepoznato | 5 (1,89%)    |
| ukupno             | 265          |